# Halley (cràter)

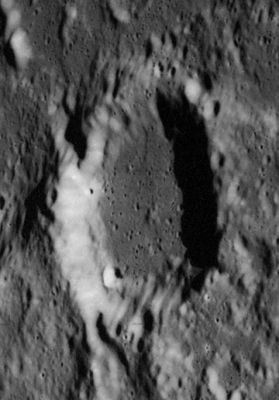
Fotografia de la missió Apol·lo 16

Halley és un cràter d'impacte lunar superposat a la paret sud de la plana emmurallada del cràter Hiparc. Al sud-oest d'Halley apareix el gran cràter Albategnius i a l'est es troba Hind, una mica més petit.
En el mapa de 1645 realitzat per Michael van Langren, el cràter es denomina Gansii, ("de les oques" en llatí), un homenatge al relat del bisbe i historiador britànic Francis Godwin (1562–1633) titulat "The Man in the Moone" (L'Home en la Lluna), en el qual el seu protagonista, l'espanyol Domingo Gonsales, aconsegueix la lluna mitjançant una nau remolcada per aquestes aus.

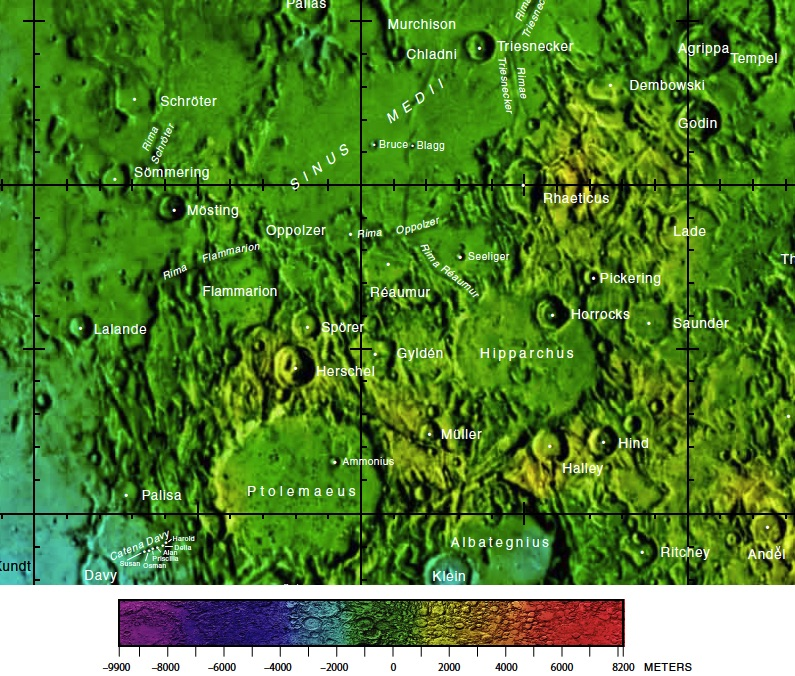
Localització d'Halley (a baix a la dreta)

La vora de l'Halley està erosionada, i una esquerda de la superfície lunar travessa el sector occidental de la vora, formant una vall que discorre cap al sud-sud-est, fins a acostar-se a la vora d'Albategnius. El sòl interior d'Halley és relativament pla.

## Cràters satèl·lit
Per convenció aquests elements s'identifiquen en els mapes lunars col·locant la lletra en el costat del punt central del cràter més proper a Halley.
|        | \| Halley \| Coordenades \| Diàmetre \| \| ------ \| -------------------------------- \| -------- \| \| B \| 8° 30′ S, 4° 30′ E / 8.5°S,4.5°E \| 6 km \| \| C \| 8° 54′ S, 6° 36′ E / 8.9°S,6.6°E \| 5 km \| \| G \| 9° 06′ S, 5° 36′ E / 9.1°S,5.6°E \| 5 km \| \| K \| 8° 36′ S, 5° 54′ E / 8.6°S,5.9°E \| 5 km \| |          |
| Halley | Coordenades | Diàmetre |
| B      | 8° 30′ S, 4° 30′ E / 8.5°S,4.5°E | 6 km     |
| C      | 8° 54′ S, 6° 36′ E / 8.9°S,6.6°E | 5 km     |
| G      | 9° 06′ S, 5° 36′ E / 9.1°S,5.6°E | 5 km     |
| K      | 8° 36′ S, 5° 54′ E / 8.6°S,5.9°E | 5 km     |

### ALtres referències
- (WGPSN), IAU Working Group for Planetary System Nomenclature. «Gazetteer of Planetary Nomenclature. 1:1 Million-Scale Maps of the Moon» (en anglès).  UAI / USGS, 13-02-2013. [Consulta: 6 abril 2016].
- Andersson, L. E.; Whitaker, E. A.,. NASA Catalogue of Lunar Nomenclature (en anglès).  NASA RP-1097, 1982.
- Blue, Jennifer. «Gazetteer of Planetary Nomenclature» (en anglès).  USGS, 25-07-2007. [Consulta: 2 gener 2012].
- Bussey, B.; Spudis, P.. The Clementine Atlas of the Moon (en anglès).  Nueva York: Cambridge University Press, 2004. ISBN 0-521-81528-2.
- Cocks, Elijah E.; Cocks, Josiah C.. Who's Who on the Moon: A Biographical Dictionary of Lunar Nomenclature (en anglès).  Tudor Publishers, 1995. ISBN 0-936389-27-3.
- McDowell, Jonathan. «Lunar Nomenclature» (en anglès).   Jonathan's Space Report, 15-07-2007. [Consulta: 2 gener 2012].
- Menzel, D. H.; Minnaert, M.; Levin, B.; Dollfus, A.; Bell, B. «Report on Lunar Nomenclature by The Working Group of Commission 17 of the IAU» (en anglès). Space Science Reviews, 12, 1971, pàg. 136.
- Moore, Patrick. On the Moon (en anglès).  Sterling Publishing Co, 2001. ISBN 0-304-35469-4.
- Price, Fred W. The Moon Observer's Handbook (en anglès).  Cambridge University Press, 1988. ISBN 0521335000.
- Rükl, Antonín. Atlas of the Moon (en anglès).  Kalmbach Books, 1990. ISBN 0-913135-17-8.
- Webb, Rev. T. W.. Celestial Objects for Common Telescopes, 6ª edición revisada (en anglès).  Dover, 1962. ISBN 0-486-20917-2.
- Whitaker, Ewen A. Mapping and Naming the Moon (en anglès).  Cambridge University Press, 2003. 978-0-521-54414-6.
- Wlasuk, Peter T. Observing the Moon (en anglès).  Springer, 2000. ISBN 1-85233-193-3.